# Ján Pavlík
Ján Pavlík (4. dubna 1928 – 22. července 2015) byl slovenský a československý politik a poúnorový poslanec Národního shromáždění ČSR a Sněmovny lidu Federálního shromáždění.

## Biografie
Ve volbách roku 1954 byl zvolen do Národního shromáždění ve volebním obvodu Snina-Humenné jako bezpartijní poslanec. V parlamentu setrval až do konce funkčního období, tedy do voleb roku 1960. K roku 1954 se profesně uvádí jako člen rady ONV a mistr v závodu Vihorlat.
Po federalizaci Československa usedl roku 1969 za Komunistickou stranu Slovenska do Sněmovny lidu Federálního shromáždění (volební obvod Spišská Nová Ves). V parlamentu setrval do konce jeho funkčního období, tedy do voleb v roce 1971.